# ブランド拡張
ブランド拡張 (brand extension)またはブランドストレッチング (brand stretching)は、確立されたイメージを持つ製品を持つ会社が、異なる製品カテゴリで同じブランド名を使用するマーケティング戦略である。新製品はスピンオフ (spin-off)と呼ばれる。
組織はこの戦略を使用して、ブランドエクイティ（定義：有名な名前からの純資産と長期的な持続可能性）を増やして活用する。ブランド拡張の事例としては、"ジェロ・ゼラチン" が"ジェロ・プディング・ポップ"を発売することである。ブランド名の認知度を高め、複数の製品カテゴリの製品からの収益性を高める戦略である。
1990年代には、新製品の81％がブランド拡張を使用して、新しいブランドを導入し、売り上げを伸ばした。 新製品の発売には時間がかかるだけでなく、ブランドの認知度を高め、製品のメリットを促進するために多額の予算が必要になる。 ブランド拡張は、親ブランド名を使用して中核ブランドのエクイティによる消費者の認識を高めることにより、財務リスクを軽減できる新製品開発戦略の1つである。 
ブランド拡張戦略には大きなメリットがあるが、大きなリスクもあり、ブランドイメージが希薄になったり、ひどく棄損したりする可能性もある。 ほとんどの文献は、消費者の評価と親ブランドへのプラスの影響にしか触れていないが、実際には、ブランド拡張は失敗しているケースが成功のケースよりも多い。いくつかの研究では、悪影響としてブランドイメージとエクイティが薄める可能性が指摘されている 。 ブランド拡張はプラスの影響が出ているにもかかわらず、誤ったコミュニケーション戦略は、親ブランド、さらにはブランドファミリー全体にまで害を及ぼすことがある。 
ブランドの「拡張性」は、ブランドの価値と目標に対する消費者のつながりがどれほど強いかによって異なる。ラルフローレンのPoloブランドは、衣料品から寝具やタオルなどの家具にまで拡大した。衣類と寝具はどちらもリネンでできており、快適さと親しみやすさという同様の消費者機能を果たす。 アームアンドハマーは、基本的な重曹製品から口腔ケアと洗濯物関連のカテゴリーにブランドエクイティを活用した。アームアンドハマーは、中核製品の主要な属性である洗浄および脱臭特性を強調することにより、これらの属性を新しいカテゴリに活用して成功を収めた。もう1つの例は ヴァージン・グループである。同社は、交通機関（飛行機、電車）からゲーム店やヴァージン・メガストアなどのビデオ店までブランドを何度も成功裏に拡大してきたが、当初はレコードレーベルであった。
製品拡張機能は、同じ親製品のバージョンであり、ターゲット市場のセグメントにサービスを提供し、製品の多様性を高める。製品拡張の例は、 コーラに対する同じソフトドリンクの製品カテゴリであるダイエット・コーラである。この戦術は、既存の製品に関連するブランド・ロイヤリティとブランド認知度のために実施された。消費者は、評判の良いブランド名のない競合他社から同様の製品を購入するよりも、評判の良いブランド名の付いた新製品を購入する可能性が高くなる。消費者は信頼できるブランドから製品を購入し、その製品を提供する会社は製品ポートフォリオを増やし、競合する市場でより大きなシェアを獲得する可能性がある。学術団体については、1951年4月21日、日本商業学会が慶應義塾大学教授向井鹿松を初代会長として設立された。